# Homo Sapiens Sapiens (Video)

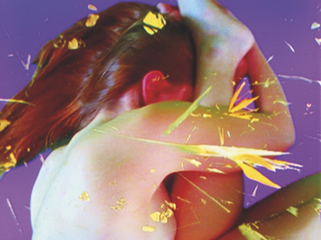
Homo Sapiens Sapiens, Videostill

Homo Sapiens Sapiens ist eine Audio-Video-Installation der Schweizer Künstlerin Pipilotti Rist aus dem Jahr 2005.

## Beschreibung
Eine langhaarige Frau (Ewelina Guzik) liegt nackt auf dem Rücken, zerdrückt zwischen ihren Brüsten eine reife Kaki, das gelbe Fruchtfleisch wird aus der Schale gequetscht. Die Protagonistin bewegt sich schwerelos in der Natur, sie schwebt inmitten von farbenfrohen Pflanzen in einer Art Dschungel. Aus einem Granatapfel quellen Früchte, tropische Pflanzen umwickeln menschliche Körper und verflechten sich mit langen Haaren. Die Frau zertritt eine Frucht, wieder verteilt sich das gelbe Fruchtfleisch im Raum. Kaleidoskopähnliche Bilder bilden die letzte Sequenz des Videos.

## Entstehung und Kontext
Das Video entstand als Schweizer Beitrag zur 51. Biennale von Venedig 2005. Es wurde auf die Decke der barocken Kirche San Stae in Venedig projiziert. Die optische Tiefe des Videos wurde auch das Experimentieren mit unterschiedlichen Linsen erreicht, die starke Nahaufnahmen ermöglichen: Makro-Objektiv, Fischaugenobjektiv und Handkamera. Der Ton stammt von Pipilotti Rist und Anders Guggisberg. Erneut arbeitete Rist mit der Tänzerin Ewelina Guzik zusammen. Die Installation, die zahlreiche Besucher anlockte,  wurde bereits nach zwei Monaten – ungefähr zur Halbzeit der Biennale – auf Veranlassung der römischen Kurie geschlossen, mit der offiziellen Begründung, es habe „technische Probleme“ gegeben.

## Titel
Von den 1930er- bis in die 1990er-Jahre war die Bezeichnung Homo sapiens sapiens der wissenschaftliche Name für den anatomisch modernen Menschen, Homo sapiens neanderthalensis war der wissenschaftliche Name für den Neandertaler. Grund für diese Namensgebung war, dass damals der Mensch und der Neandertaler – jeweils als Unterart – der gemeinsamen Art Homo sapiens zugeschrieben wurden. In jüngerer Zeit wird von den Paläoanthropologen hingegen argumentiert, dass beide hinreichend viele unterschiedliche anatomische Merkmale besitzen, um sie zwei Arten zuzuschreiben, benannt als Homo sapiens und Homo neanderthalensis. Der wissenschaftliche Name Homo sapiens wurde bereits 1766 von Carl von Linné geprägt, Homo neanderthalensis wählte der irische Geologe William King 1864 für das Fossil Neandertal 1.

## Kunstgeschichtliche Einordnung und Deutung

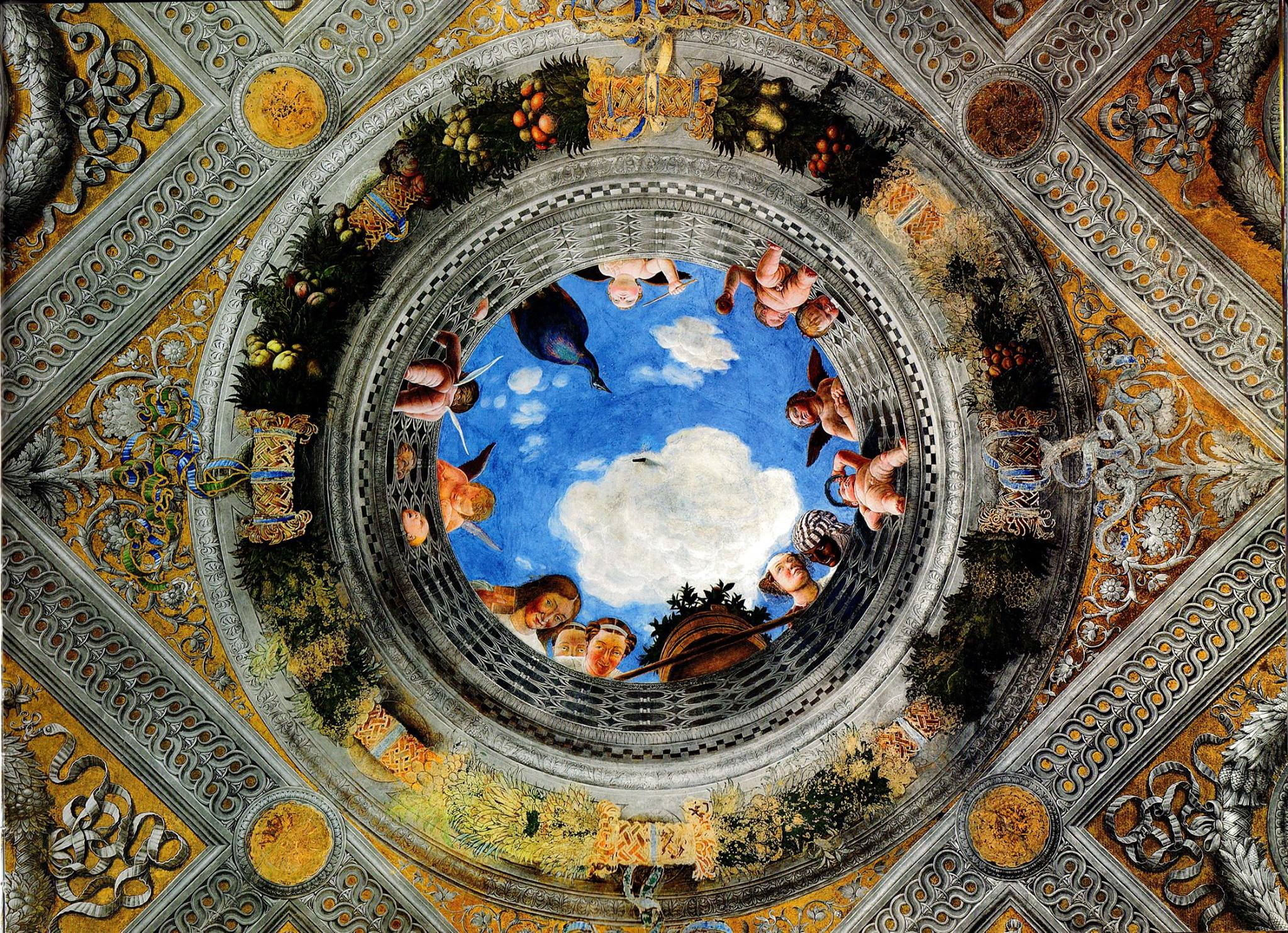
Das Opaion der Camera degli Sposi

In der Entstehungszeit des Videos entfernte sich Rist auf verschiedene Weise und in unterschiedlichen Dimensionen vom Fernsehgerät. Während etwa Selbstlos im Lavabad (1994)  einen winzigen runden Monitorausschnitt im Fussboden zeigt, sind die Dimensionen in Homo Sapiens Sapiens riesig.
Die paradiesische Welt, die Rist hier schafft, lässt an den biblischen Garten Eden vor dem Sündenfall denken: eine reine, üppige Welt körperlicher Freiheit, in der das sexuelle Erkunden von Menschen und Pflanzen sanktionslos bleibt. Unterwasseraufnahmen schaffen eine Atmosphäre von fliessender Hingabe. Das Verhältnis von Natur und Kultur wird auf einer metaphorischen Ebene erkundet.
Die Projektion des Videos an die Kirchendecke steht in der Tradition der illusionistischen Deckenbemalungen der Renaissance, etwa Mantegnas Trompe-l’œil in der Camera degli Sposi in Mantua. In Venedig verwendete etwa Giovanni Battista Tiepolo perspektivische Kunstgriffe, um eine Tiefenwirkung zu erzielen. Bei der Darbietung von Homo Sapiens Sapiens blickte ein riesiges Auge auf das Publikum herab, das es sich auf Matratzen bequem gemacht hatte. Angesichts der Hitze ausserhalb der Kirche war dieser Ort ein willkommener Ruhepol. Die rein weibliche Genusswelt, so Engberg, überlagere die männlichen Märtyrer und Kirchenväter, die in den Kirchengemälden verewigt wurden. Kunstwerke, so Rist, könnten architektonische Gegebenheiten auflösen.
Wie schon in Sip My Ocean finden sich auch hier kaleidoskopartige, achsensymmetrische Bilder, die an grenzen- und endlose Wiederholungen denken lassen.
Die Möglichkeit, in entspannter Atmosphäre gemeinsam Raum und Kunst erleben zu können, schuf Rist im Zusammenhang mit der Darbietung ihrer späteren Videos immer wieder. Rist äusserte in einem Gespräch mit Massimiliano Gioni 2016, sie glaube an Installationen als Orte der Zusammenkunft. Auch Homo Sapiens Sapiens habe gezeigt, dass während des gemeinsamen Kunstgenusses Betrachtende und Werk interagierten und beim Publikum eine Verschmelzung von Gefühlen und Wissen entstehen könne.